# Peyriat
Peyriat település Franciaországban, Ain megyében. Lakosainak száma 150 fő (2022. január 1.). Peyriat Ceignes, Leyssard, Maillat, Nurieux-Volognat és Saint-Martin-du-Frêne községekkel határos.

## Népesség
A település népességének változása:
| Lakosok száma | 85   | 120  | 154  | 165  | 176  | 171  | 157  | 148  | 145  | 150  |
|               | 1968 | 1982 | 1990 | 2006 | 2013 | 2015 | 2017 | 2019 | 2020 | 2022 |